# 岩戸八幡神社
岩戸八幡神社（いわどはちまんじんじゃ）は、東京都狛江市岩戸南二丁目に鎮座する神社（八幡宮）である。単に八幡神社とも呼ばれる。かつて存在した岩戸村の鎮守社。

## 歴史
伝説によれば1688年（元禄元年）、鎌倉にある鶴岡八幡宮の御神體をかけた相撲に、世田谷城主の吉良頼康に従っていた秋元仁左衛門という人物が勝ち、岩戸に八幡神像を持ち帰って勧請したとされる。
江戸時代に神仏分離により明静院より分離され、岩戸村の鎮守社になったと考えられている。1871年（明治4年）10月には村社に列格された。
1904年8月31日に行われた神社整理により、岩戸村にあった駄倉明神と神明社を合祀し、現在の副祭神である駄倉大神と天照大神の2柱となった。

## 地理

### 周辺地理
西には天台宗の寺院である明静院が位置し、この神社の別当となっている。この寺院とともに立川段丘上に位置し、その下にはかつて清水川が流れていた。境内の南に位置する、弁天池の浮島には末社厳島神社が鎮座し、市杵嶋姫命を祀っている。

### 境内

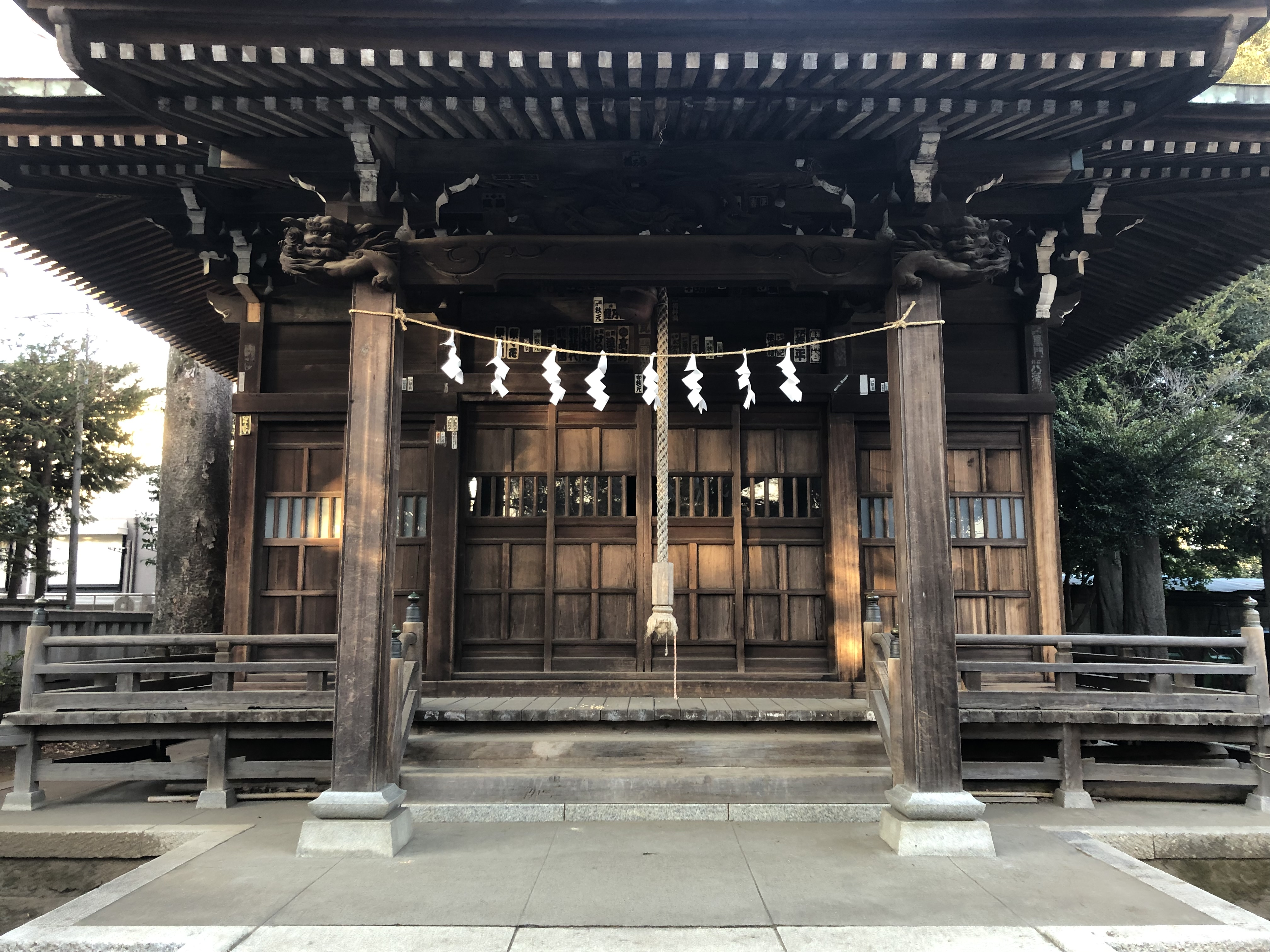
拝殿

社殿は木造一部鉄筋コンクリート製、銅板茅葺屋根で、1962年に大規模な改築が行われた際に新築されたものである。この改築時に境内が拡張され、参道も整備されたほか、最南に位置する鳥居も造られた。この鳥居は花崗岩製で、高さ3.2メートル、幅3.3メートルとなっている。一方の境内に位置する鳥居は高さ2.6メートル、幅4.0メートルの八幡型鳥居で、1810年に建てられたものである。手水舎は1974年に建立されたものであるが、弁天池の横には1882年に奉納された古いものも残されている。
ほか、1993年には皇太子徳仁親王と小和田雅子の結婚の儀を祝した記念碑が建立され、これが狛江市内唯一の皇室に関係する記念碑となっている。参道入口付近には紀元二千六百年記念碑も位置する。
現在神社の北部に位置する岩戸地域センターがある場所もかつての境内であり、1959年4月10日に境内の一部を借りる形で岩戸公民館として設置された。岩戸町会が施設内に事務所を設けたため神社に地代を収めている。

## 祭礼
岩戸八幡神社の例大祭は毎年10月第一日曜日に開催される。かつては10月4日に開催されていたが、平日に当たると参加できない人が増えたため現在の形に改められた。例大祭前日には宵宮という前夜祭が行われる。10月第一日曜日が10月1日となる年はこの前夜祭が9月30日に行われることとなり、月を跨いでしまうため祭りは翌週にずらされる。この場合、狛江市南部における3つの神社（日枝神社・岩戸八幡神社・白幡菅原神社）の祭りが同時に開催されることとなる。
例大祭の運営には、氏子、岩戸親睦会、岩戸はやし保存会のそれぞれが当たっている。神輿巡行は主に岩戸親睦会が行なっている。宮出しは例大祭当日の11時を目安に行われ、岩戸町内の要所をまわり、18時ごろに神社に帰着する。一部の区間では子どものみによって担がれる子ども神輿、女性のみの女神輿も巡行する。3つの神輿は全て1955年頃に市川市本行徳にあった浅子神輿店で製作されたものである。それ以前までに使われていた神輿は現行のものより小ぶりなもので、現在は西野川の子之三島神社にある。